# Nkonyes
Els nkonyes són els membres d'un grup ètnic guang que viuen al centre de la regió Volta a la vora oriental del llac Volta. La seva llengua materna és el nkonya. Hi ha entre 28.000 (2004) i 36.000 nkonyes. El seu codi ètnic és NAB59a i el seu ID és 13420.

## Situació geogràfica i pobles veïns
El territori nkonya està situat al nord d'Ahenkro, a l'est del llac Volta al centre de la regió Volta a Ghana. Viuen al districte de Jasikan.
Segons el mapa lingüístic de Ghana a l'oest del territori nkonya hi ha el llac Volta. Aquest limita amb el territori dels tuwulis i els àkans al nord; amb el territori dels siwus i dels sekpeles a l'est i amb el territoris dels ewes al sud. Pocs quilòmetres a l'est hi ha la frontera amb Togo.
Ntsumuru, Ntumada i Wurupong són els pobles principals dels nkonyes.

## Llengua
El nkonya és la llengua materna dels nkonyes que també parlen àkan i ewe.
Els nkonyes tenen actituds positives envers la seva llengua sobretot per raons d'identificació ètnica.

## Política
Hi ha dos líders que governen els nkonyes, un està situat al nord i l'altre al sud del seu territori. Aquesta divisió política s'ha convertit en una divisió social i lingüística.

## Religió
El 60% dels nkonyes són cristians i el 40% creuen en religions africanes tradicionals. Els catòlics representen la meitat dels nkonyes cristians, el 40% pertanyen a esglésies independents i el 10% són protestants. Segons el joshuaproject, el 15% dels nkonyes cristians pertanyen al moviment evangèlic.